# Hebius sarawacense
Espèce
Synonymes
- Tropidonotus sarawacensis Günther, 1872
- Amphiesma sarawacensis (Günther, 1872)
- Amphiesma sarawacense (Günther, 1872)

Statut de conservation UICN

 LC  : Préoccupation mineure
Hebius sarawacense est une espèce de serpents de la famille des Natricidae. 

## Répartition
Cette espèce se rencontre :
- au Kalimantan en Indonésie ;
- au Sarawak et au Sabah en Malaisie orientale ;
- en Malaisie péninsulaire ;
- au Brunei.

## Étymologie
Son nom d'espèce, composé de sarawac et du suffixe latin -ense, « qui vit dans, qui habite », lui a été donné en référence au lieu de sa découverte.

## Publication originale
- Günther, 1872 : On the reptiles and amphibians of Borneo. Proceedings of the Zoological Society of London, vol. 1872, p. 586-600 (texte intégral).